# تصفيات أوروبا لكأس العالم 2010 المجموعة التاسعة
المجموعة التاسعة من تصفيات أوروبا لكأس العالم لكرة القدم 2010 ضمت منتخبات هولندا ، اسكتلندا ، النرويج ، آيسلندا ، و مقدونيا .
احتل منتخب هولندا صدارة المجموعة وتأهل مباشرة إلى بطولة كأس العالم .

## الترتيب
| فريق     | نقاط | فرق | عليه | له | خ | ت | ف | لعب |
| -------- | ---- | --- | ---- | -- | - | - | - | --- |
| هولندا   | 24   | 15+ | 2    | 17 | 0 | 0 | 8 | 8   |
| النرويج  | 10   | 2+  | 7    | 9  | 2 | 4 | 2 | 8   |
| إسكتلندا | 10   | 5−  | 11   | 6  | 4 | 1 | 3 | 8   |
| مقدونيا  | 7    | 6−  | 11   | 5  | 5 | 1 | 2 | 8   |
| آيسلندا  | 5    | 6−  | 13   | 7  | 5 | 2 | 1 | 8   |

## النتائج
| مقدونيا            | 1 – 0   | إسكتلندا |
| ------------------ | ------- | -------- |
| إيلتشو ناوموسكي 5' | التقرير |          |

| النرويج                           | 2 – 2   | آيسلندا                                   |
| --------------------------------- | ------- | ----------------------------------------- |
| ستيفن إيفرسن 36' (ركلة جزاء)، 50' | التقرير | هايدار هيليغسون 39' · إيدور غوديونسون 69' |

| آيسلندا                         | 1 – 2   | إسكتلندا                             |
| ------------------------------- | ------- | ------------------------------------ |
| إيدور غوديونسون 77' (ركلة جزاء) | التقرير | كيرك برودفود 18' · جايمس ماكفادن 59' |

| مقدونيا                      | 1 – 2   | هولندا                                    |
| ---------------------------- | ------- | ----------------------------------------- |
| غوران بانديف 77' (ركلة جزاء) | التقرير | جون هيتينغا 46' · رافائيل فان در فارت 59' |

| إسكتلندا | 0 – 0   | النرويج |
| -------- | ------- | ------- |
|          | التقرير |         |

| هولندا                                    | 2 – 0   | آيسلندا |
| ----------------------------------------- | ------- | ------- |
| يوريس ماثيسين 15' · كلاس يان هونتيلار 65' | التقرير |         |

| النرويج | 0 – 1   | هولندا             |
| ------- | ------- | ------------------ |
|         | التقرير | مارك فان بوميل 62' |

| آيسلندا                | 1 – 0   | مقدونيا |
| ---------------------- | ------- | ------- |
| فيغار بول غونارسون 16' | التقرير |         |

| هولندا                                                                   | 3 – 0   | إسكتلندا |
| ------------------------------------------------------------------------ | ------- | -------- |
| كلاس يان هونتيلار 30' · روبن فان بيرسي 45+1' · ديرك كاوت 77' (ركلة جزاء) | التقرير |          |

| هولندا                                                               | 4 – 0   | مقدونيا |
| -------------------------------------------------------------------- | ------- | ------- |
| ديرك كاوت 16'، 41' · كلاس يان هونتيلار 25' · رافائيل فان در فارت 88' | التقرير |         |

| إسكتلندا                             | 2 – 1   | آيسلندا                |
| ------------------------------------ | ------- | ---------------------- |
| روس ماكورماك 39' · ستيفين فليتشر 65' | التقرير | إيندريدي سيغوردسون 54' |

| مقدونيا | 0 – 0   | النرويج |
| ------- | ------- | ------- |
|         | التقرير |         |

| آيسلندا                      | 1 – 2   | هولندا                                |
| ---------------------------- | ------- | ------------------------------------- |
| كريستيان أورون سيغوردسون 87' | التقرير | نايجل دي يونغ 8' · مارك فان بوميل 15' |

| مقدونيا                                | 2 – 0   | آيسلندا |
| -------------------------------------- | ------- | ------- |
| أكو ستويكوف 10' · فيليب إيفانوفسكي 86' | التقرير |         |

| هولندا                           | 2 – 0   | النرويج |
| -------------------------------- | ------- | ------- |
| أندري أويير 32' · أرين روبين 50' | التقرير |         |

| النرويج                                                        | 4 – 0   | إسكتلندا |
| -------------------------------------------------------------- | ------- | -------- |
| جون أرني رييسه 35' · مورتن بيدرسن 45'، 90' · إريك هوسيكليب 60' | التقرير |          |

| إسكتلندا                           | 2 – 0   | مقدونيا |
| ---------------------------------- | ------- | ------- |
| سكوت براون 56' · جايمس ماكفادن 80' | التقرير |         |

| آيسلندا             | 1 – 1   | النرويج            |
| ------------------- | ------- | ------------------ |
| إيدور غوديونسون 29' | التقرير | جون أرني رييسه 11' |

| النرويج                                 | 2 – 1   | مقدونيا             |
| --------------------------------------- | ------- | ------------------- |
| ثورستين هيلستاد 2' · جون أرني رييسه 25' | التقرير | بوبان غرنتشاروف 79' |

| إسكتلندا | 0 – 1   | هولندا          |
| -------- | ------- | --------------- |
|          | التقرير | إلييرو إليا 82' |

## الهدافون
تم تسجيل 44 عدف في 20 مباراة بمعدل 2.2 هدف لكل مباراة .
| المركز | اللاعب              | المنتخب  | الأهداف |
| ------ | ------------------- | -------- | ------- |
| 1      | إيدور غوديونسون     | آيسلندا  | 3       |
| 1      | كلاس يان هونتيلار   | هولندا   | 3       |
| 1      | ديرك كاوت           | هولندا   | 3       |
| 1      | جون أرني رييسه      | النرويج  | 3       |
| 5      | مارك فان بوميل      | هولندا   | 2       |
| 5      | رافائيل فان در فارت | هولندا   | 2       |
| 5      | ستيفن إيفرسن        | النرويج  | 2       |
| 5      | مورتن بيدرسن        | النرويج  | 2       |
| 5      | جايمس ماكفادن       | إسكتلندا | 2       |

هدف
| آيسلندا - هايدار هيليغسون - فيغار بول غونارسون - إيندريدي سيغوردسون - كريستيان أورون سيغوردسون مقدونيا - بوبان غرنتشاروف - فيليب إيفانوفسكي - إيلتشو ناوموسكي - غوران بانديف - أكو ستويكوف | هولندا - إلييرو إليا - نايجل دي يونغ - جون هيتينغا - يوريس ماثيسين - أندري أويير - روبن فان بيرسي - أرين روبين النرويج - ثورستين هيلستاد - إريك هوسيكليب | إسكتلندا - كيرك برودفود - سكوت براون - ستيفين فليتشر - روس ماكورماك |

## الحضور
| المنتخب  | الأعلى | الأقل  | المتوسط |
| -------- | ------ | ------ | ------- |
| آيسلندا  | 9,767  | 5,527  | 8,063   |
| مقدونيا  | 11,000 | 7,000  | 8,500   |
| هولندا   | 50,000 | 37,500 | 45,213  |
| النرويج  | 24,493 | 14,776 | 20,091  |
| إسكتلندا | 51,230 | 42,259 | 48,477  |